# Rhodophiala consobrina
Rhodophiala consobrina är en amaryllisväxtart som först beskrevs av Rodolfo Amando Philippi, och fick sitt nu gällande namn av Hamilton Paul Traub. Rhodophiala consobrina ingår i släktet Rhodophiala och familjen amaryllisväxter. Inga underarter finns listade i Catalogue of Life.